# Charlie na kuracji
Charlie na kuracji (ang. The Cure) − amerykański film niemy z 1917 roku, w reżyserii Charliego Chaplina.

## Główne role
- Charlie Chaplin – Nietrzeźwy
- Edna Purviance – Dziewczyna
- Albert Austin – Sanitariusz
- James T. Kelley – Sanitariusz
- John Rand – Sanitariusz
- Henry Bergman – Masażysta
- Eric Campbell – Z kozą